# Stiwoll
Stiwoll è un comune austriaco di 725 abitanti nel distretto di Graz-Umgebung, in Stiria.